# Auxis thazard
Auxis thazard är en fiskart som först beskrevs av Lacepède, 1800.  Auxis thazard ingår i släktet Auxis och familjen makrillfiskar. IUCN kategoriserar arten globalt som livskraftig.

## Underarter
Arten delas in i följande underarter:
- A. t. brachydorax
- A. t. thazard

## Bildgalleri

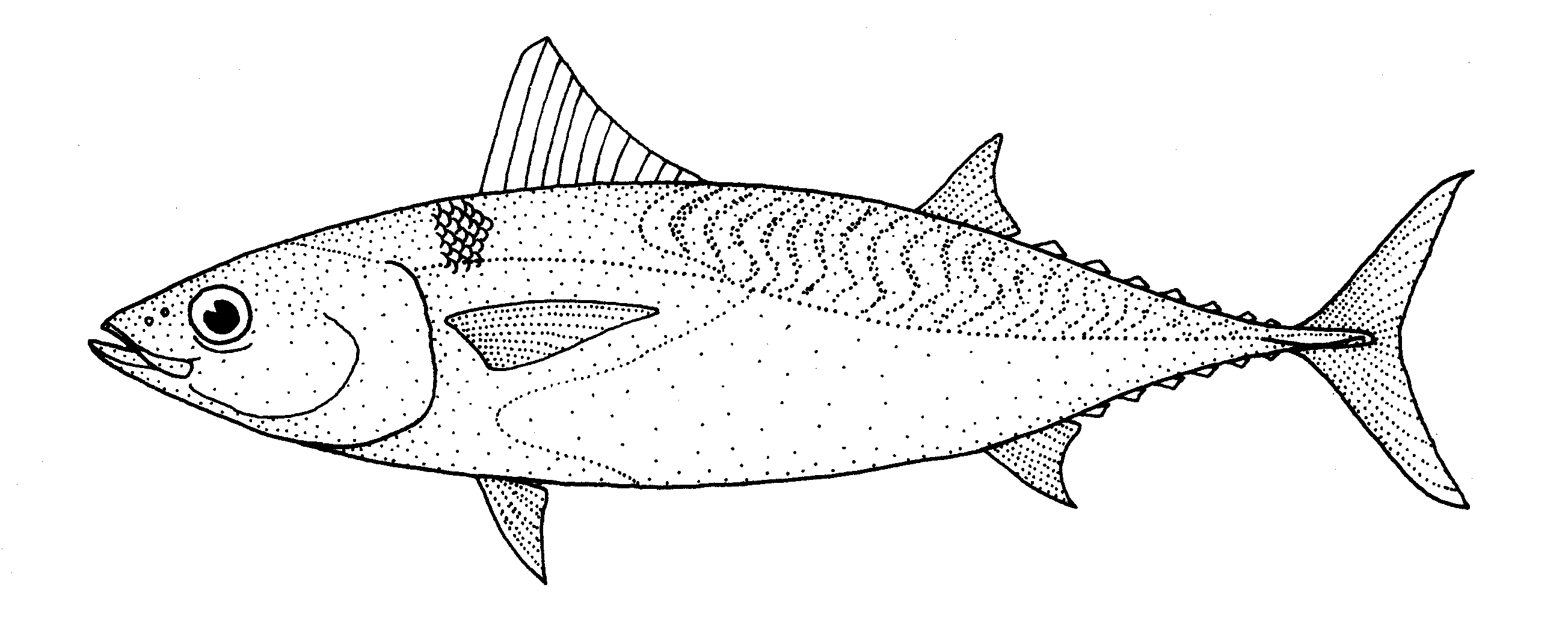
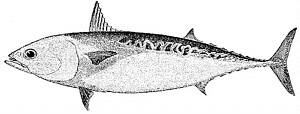
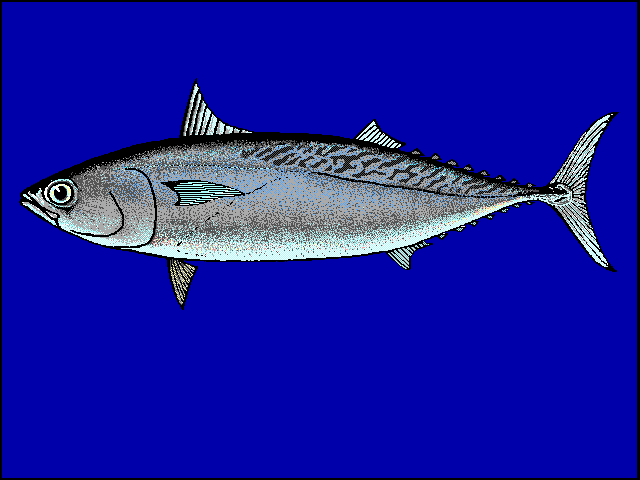
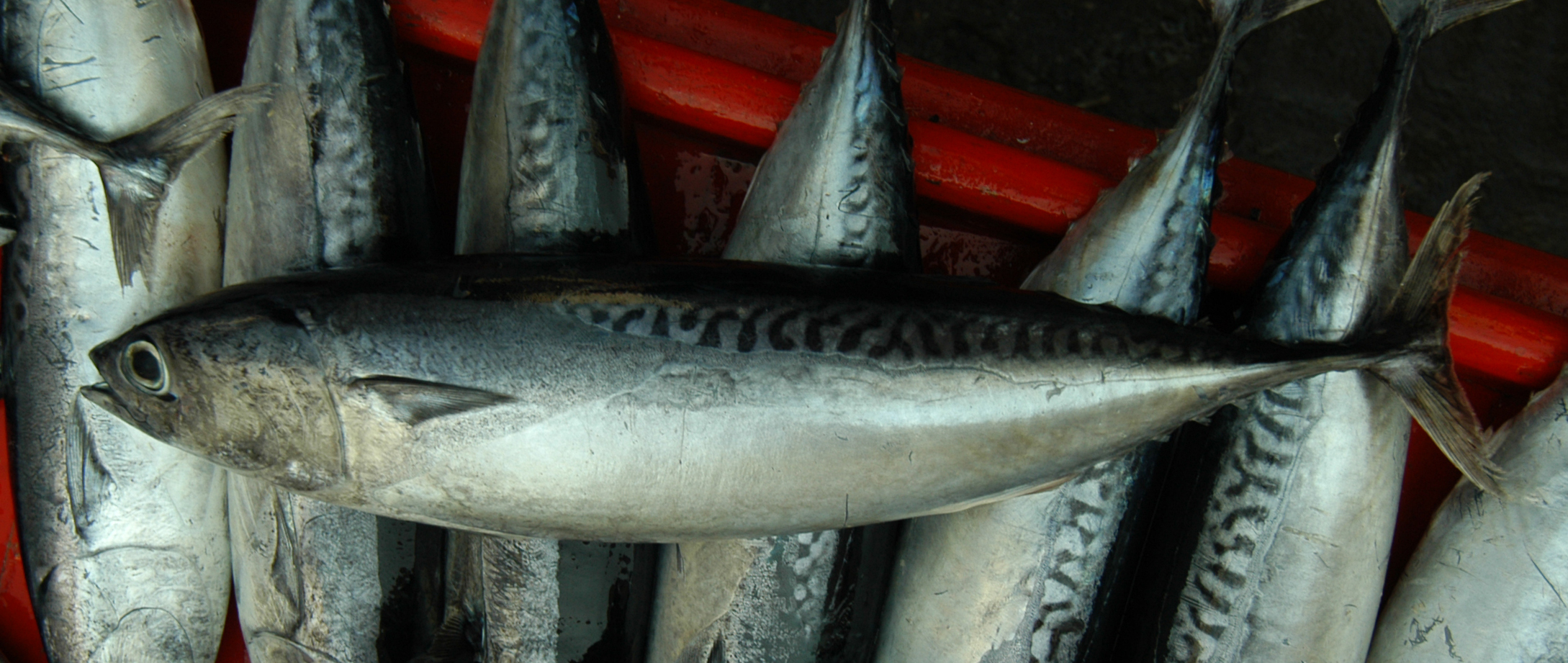
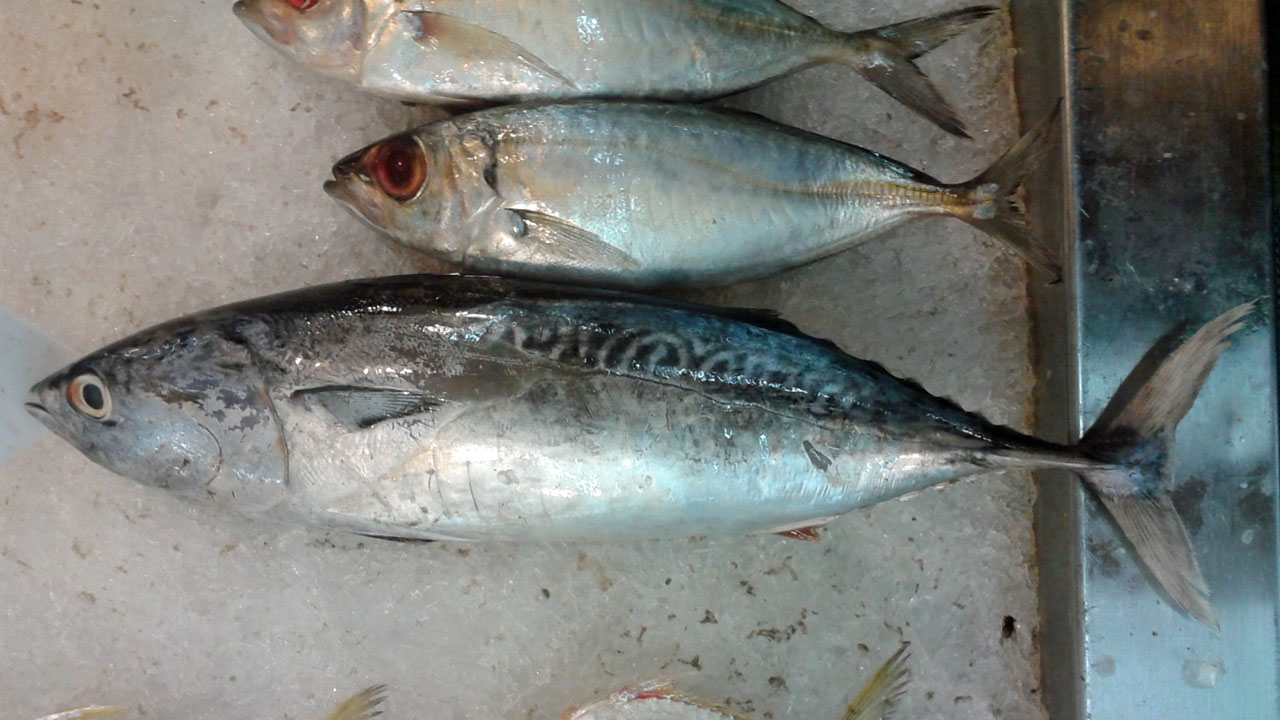
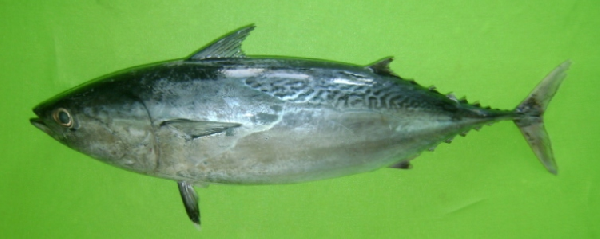